# Paul Whiteman
Paul Whiteman (Denver (Colorado), 28 maart 1890 – Doylestown (Pennsylvania), 29 december 1967) was een Amerikaanse orkestleider. Hij begon als klassiek violist bij de San Francisco Symphony en leidde gedurende de Eerste Wereldoorlog een muziekkorps bij de Amerikaanse marine. Hij werd echter bekend met zijn op de jazz geïnspireerde dansorkesten. Whiteman leidde zijn eerste dansorkest in 1918 in San Francisco. In 1920 ging hij met zijn band naar New York. Hier maakte hij zijn eerste plaat Whispering-The Japanese Sandman, waarvan meer dan twee miljoen exemplaren zijn verkocht. Hierdoor werd hij een ster en kreeg zijn orkest nationale bekendheid. Paul Whiteman's Orchestra werd de populairste band van de jaren 20. In 1924 werd de Rhapsody in Blue in zijn opdracht door George Gershwin geschreven, en het stuk werd de herkenningsmelodie van het orkest. Tussen 1920 en 1929 had Whiteman in totaal 28 nummer 1-hits. Paul Whiteman nam veel klassiekers op gedurende zijn carrière, waaronder Wang Wang Blues, Mississippi Mud, Rhapsody in Blue, Wonderful One, Mississippi Suite en Grand Canyon Suite.
Zijn orkest is voor de jazzhistorici altijd wat controversieel. Whiteman afficheerde zichzelf wel als The King Of Jazz. Zijn Paul Whiteman's Orchestra speelde zelden wat nu als jazz wordt beschouwd. Hoewel hij wel een aantal van de grootste blanke jazzmusici, zoals Bix Beiderbecke, Red Nichols, Tommy Dorsey, Frankie Trumbauer, Joe Venuti en Eddie Lang in zijn orkest heeft gehad. Meestal speelde zijn orkest commerciële dansmuziek en semiklassieke werken. Ook Bing Crosby startte zijn carrière in een trio (The Rhythm Boys) bij Whiteman. Whiteman betaalde zijn musici hoge salarissen en was bij hen zeer geliefd. In de jaren 40 en 50 werkte Whiteman als musical director voor de American Broadcasting Company (ABC), maar kwam zo nu en dan nog met zijn orkest bijeen. In het begin van de jaren 60 speelde hij in Las Vegas.

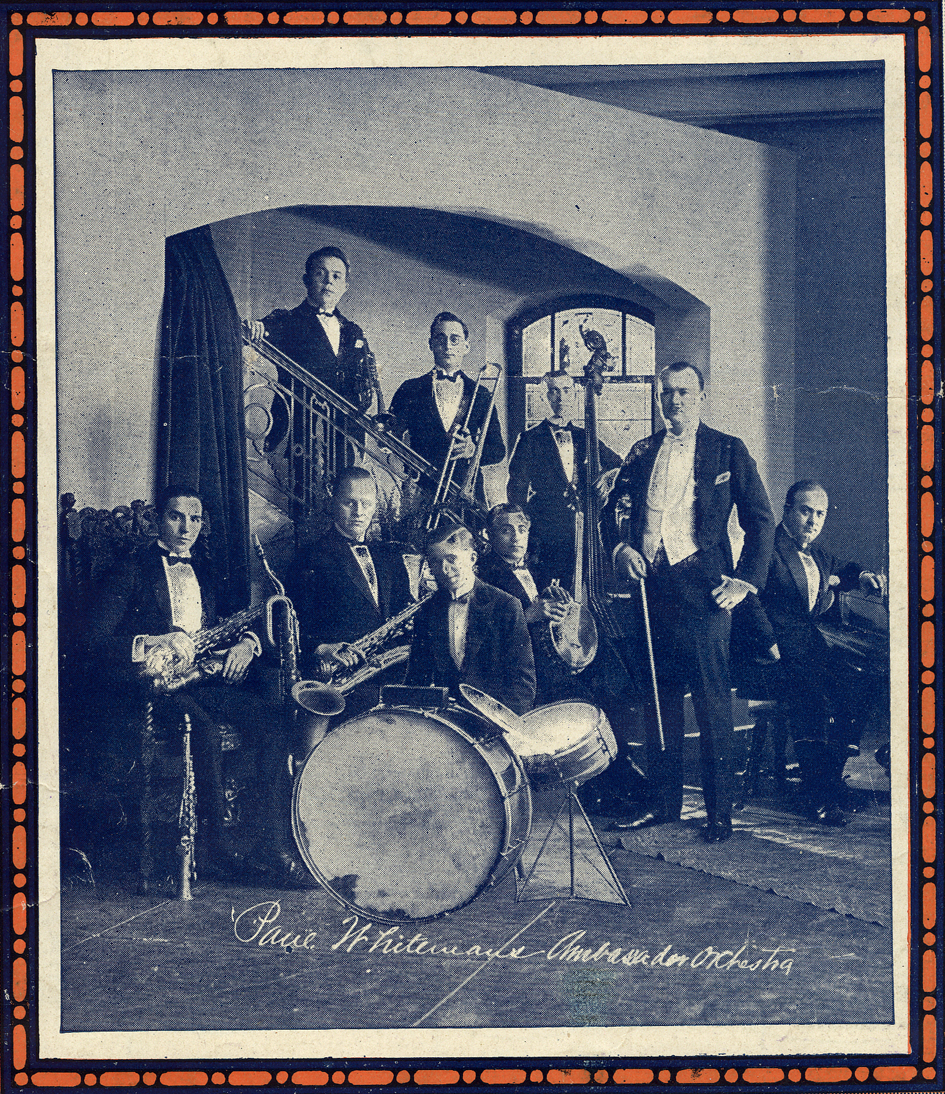
Paul Whiteman en zijn orkest op de boulevard te Scheveningen tijdens hun bezoek aan Nederland in 1926.
- Paul Whiteman met orkest in 1921.

- Bibsys: 3071119
- Biblioteca Nacional de España: XX875528
- Bibliothèque nationale de France: cb13901130k (data)
- CiNii: DA0650748X
- Gemeinsame Normdatei: 128535334
- International Standard Name Identifier: 0000 0000 8151 7095
- Library of Congress Control Number: n83176688
- Nationale Bibliotheek van Letland: 000068397
- MusicBrainz: b8d920dd-fbd5-477f-9456-1a470b223ff7
- National Archives and Records Administration: 10569146
- Bibliotheek van het Japanse parlement: 00550722
- Nationale Bibliotheek van Tsjechië: ola2002157334
- Nationale bibliotheek van Australië: 35605215
- Nationale Bibliotheek van Israël: 987007275265105171
- Nationale en Universitaire bibliotheek Zagreb: 000069780
- Nederlandse Thesaurus van Auteursnamen: 072042001
- Réseau des bibliothèques de Suisse occidentale: 02-A005677707
- Istituto Centrale per il Catalogo Unico: UBOV525859
- SNAC: w6x63skj
- Système universitaire de documentation: 157307107
- Trove: 1012062
- Virtual International Authority File: 71579725
- WorldCat: E39PBJrWDMTcyrP3HxhM9WWMT3